# نادي القلم الدولي
نادي القلم الدولي هي جمعية دولية للكتاب أسستها كاترين ايمي داوسون سكوت في لندن في سنة 1921 لتعزيز العلاقات والتعاون الفكري بين الكتاب في جميع أنحاء العالم.
تتضمن الأهداف الأخرى: التأكيد على وظيفة الأدب في تطوير التفاهم المتبادل والثقافة العالمية. والدفاع عن حرية الكلمة. وأن تكون صوت قوي في وجه مضايقة الكتاب والأخطار التي يتعرضون لها والتي قد تصل إلى السجن والقتل أحياناً.
كانت تضم في عضويتها الشعراء والروائيين وكتاب المقالات. لكنها تضم الآن أي كاتب في أي نوع من أنواع الأدب مثل الصحفيين والمؤرخين. وتعتبر من أقدم المنظمات المدافعة عن حقوق الإنسان وأقدم منظمة عالمية مهتمة بالأدب.

## الوظيفة
نادي القلم الدولي هو منظمة غير دولية مع وجود علاقة استشارية مع اليونسكو كما توجد علاقة استشارية مميزة مع الأمم المتحدة في المجالات الاقتصادية والاجتماعية